# 藪野豊
藪野 豊（やぶの ゆたか、1934年12月24日 - ）は、日本の教員、随筆家。

## 人物・来歴
名古屋大学教育学部卒業、三重県の（5つの）県立高等学校の教諭を歴任。 退職後、中国（延辺大学農学院）で日本語教師2年、帰国後、短大講師を1年8ヶ月務める。
WSC会員。趣味は器楽、菜園他。

## 書籍
- 中国・延辺の風景画
- 私の見た日本の風景画